# Mustafa Elmalı
Mustafa Elmalı es un deportista turco que compitió en taekwondo. Ganó una medalla de bronce en el Campeonato Mundial de Taekwondo de 1987 y una medalla de plata en el Campeonato Europeo de Taekwondo de 1992.

## Palmarés internacional
| Campeonato Mundial | Campeonato Mundial | Campeonato Mundial | Campeonato Mundial |
| Año                | Lugar              | Medalla            | Categoría          |
| ------------------ | ------------------ | ------------------ | ------------------ |
| 1987               | Barcelona (España) | Medalla de bronce  | –64 kg             |
| Campeonato Europeo |                    |                    |                    |
| Año                | Lugar              | Medalla            | Categoría          |
| 1992               | Valencia (España)  | Medalla de plata   | –70 kg             |